# Gymnochthebius australis
Gymnochthebius australis är en skalbaggsart som först beskrevs av Blackburn 1888.  Gymnochthebius australis ingår i släktet Gymnochthebius och familjen vattenbrynsbaggar. Inga underarter finns listade i Catalogue of Life.